# Fed Cup 2009 Zona Americana
La Zona Americana (Americas Zone) è una delle 3 divisioni zonali nell'ambito della Fed Cup 2009. Essa è a sua volta suddivisa in due gruppi (Group I, Group II) formati rispettivamente da 6 e 9 squadre, inserite in tali gruppi in base ai risultati ottenuti l'anno precedente.

## Group I
- Sede: Uniprix Stadium, Montréal, Canada (cemento indoor)
- Periodo: 4-7 febbraio

|   | Pool A (Dettagli) | Canada | Porto Rico | Bahamas |
| 1 | Canada (2-0)      |        | 3-0        | 3-0     |
| 2 | Porto Rico (1-1)  | 0-3    |            | 2-1     |
| 3 | Bahamas (0-2)     | 0-3    | 1-2        |         |

|   | Pool B (Dettagli) | Paraguay | Colombia | Brasile |
| 1 | Paraguay (2-0)    |          | 3-0      | 2-1     |
| 2 | Colombia (1-1)    | 0-3      |          | 2-1     |
| 3 | Brasile (0-2)     | 1-2      | 1-2      |         |

### Play-off promozione
| Paraguay 0 | Uniprix Stadium, Montréal, Canada 7 febbraio 2009 cemento indoor | Uniprix Stadium, Montréal, Canada 7 febbraio 2009 cemento indoor                    | Canada 3 |     |   |  |
| \| \| \| \| 1 \| 2 \| 3 \| \| \| - \| \| ----------------------------------------------------------------------------------- \| --- \| --- \| - \| \| \| 1 \| \| Verónica Cepede Royg Stéphanie Dubois \| 0 6 \| 1 6 \| \| \| \| 2 \| \| Rosana de los Ríos Aleksandra Wozniak \| 1 6 \| 0 6 \| \| \| \| 3 \| \| Verónica Cepede Royg / Isaura Enrique Aguilar Stéphanie Dubois / Aleksandra Wozniak \| 0 6 \| 3 6 \| \| \| |                                                                  |                                                                                     |          |     |   |  |
| |                                                                  |                                                                                     | 1        | 2   | 3 |  |
| 1 | Paraguay (bandiera) · Canada (bandiera)                          | Verónica Cepede Royg Stéphanie Dubois                                               | 0 6      | 1 6 |   |  |
| 2 | Paraguay (bandiera) · Canada (bandiera)                          | Rosana de los Ríos Aleksandra Wozniak                                               | 1 6      | 0 6 |   |  |
| 3 | Paraguay (bandiera) · Canada (bandiera)                          | Verónica Cepede Royg / Isaura Enrique Aguilar Stéphanie Dubois / Aleksandra Wozniak | 0 6      | 3 6 |   |  |

- Canada promosso ai World Group II play-offs.

### Play-out
| Brasile 3 | Uniprix Stadium, Montréal, Canada 7 febbraio 2009 cemento indoor | Uniprix Stadium, Montréal, Canada 7 febbraio 2009 cemento indoor         | Porto Rico 0 |     |     |  |
| \| \| \| \| 1 \| 2 \| 3 \| \| \| - \| \| ------------------------------------------------------------------------ \| --- \| --- \| --- \| \| \| 1 \| \| Maria Fernanda Alves Mónica Puig \| 6 2 \| 3 6 \| 6 1 \| \| \| 2 \| \| Vivian Segnini Jessica Roland-Rosario \| 6 4 \| 6 0 \| \| \| \| 3 \| \| Monique Albuquerque / Roxane Vaisemberg Rocío Portela / Gabriela Vázquez \| 6 0 \| 6 0 \| \| \| |                                                                  |                                                                          |              |     |     |  |
| |                                                                  |                                                                          | 1            | 2   | 3   |  |
| 1 | Brasile (bandiera) · Porto Rico (bandiera)                       | Maria Fernanda Alves Mónica Puig                                         | 6 2          | 3 6 | 6 1 |  |
| 2 | Brasile (bandiera) · Porto Rico (bandiera)                       | Vivian Segnini Jessica Roland-Rosario                                    | 6 4          | 6 0 |     |  |
| 3 | Brasile (bandiera) · Porto Rico (bandiera)                       | Monique Albuquerque / Roxane Vaisemberg Rocío Portela / Gabriela Vázquez | 6 0          | 6 0 |     |  |

| Bahamas 0 | Uniprix Stadium, Montréal, Canada 7 febbraio 2009 cemento indoor | Uniprix Stadium, Montréal, Canada 7 febbraio 2009 cemento indoor         | Colombia 3 |     |   |  |
| \| \| \| \| 1 \| 2 \| 3 \| \| \| - \| \| ------------------------------------------------------------------------ \| --- \| --- \| - \| \| \| 1 \| \| Kerrie Cartwright Viky Núñez-Fuentes \| 3 6 \| 2 6 \| \| \| \| 2 \| \| Nikkita Fountain Mariana Duque-Marino \| 2 6 \| 1 6 \| \| \| \| 3 \| \| Nikkita Fountain / Larikah Russell Yuliana Lizarazo / Viky Núñez-Fuentes \| 1 2 \| \| \| \| |                                                                  |                                                                          |            |     |   |  |
| |                                                                  |                                                                          | 1          | 2   | 3 |  |
| 1 | Bahamas (bandiera) · Colombia (bandiera)                         | Kerrie Cartwright Viky Núñez-Fuentes                                     | 3 6        | 2 6 |   |  |
| 2 | Bahamas (bandiera) · Colombia (bandiera)                         | Nikkita Fountain Mariana Duque-Marino                                    | 2 6        | 1 6 |   |  |
| 3 | Bahamas (bandiera) · Colombia (bandiera)                         | Nikkita Fountain / Larikah Russell Yuliana Lizarazo / Viky Núñez-Fuentes | 1 2        |     |   |  |

- Porto Rico e Bahamas retrocesse nel Group II della Zona Americana della Fed Cup 2010.

## Group II
- Sede: Parque del Este, Santo Domingo, Repubblica Dominicana (outdoor hard)
- Periodo: 22-25 aprile

|   | Pool A (Dettagli) | Cile | Messico | Perù | Panama |
| 1 | Cile (2-1)        |      | 2-1     | 1-2  | 3-0    |
| 2 | Messico (2-1)     | 1-2  |         | 2-1  | 3-0    |
| 3 | Perù (2-1)        | 2-1  | 1-2     |      | 3-0    |
| 4 | Panama (0-3)      | 0-3  | 0-3     | 0-3  |        |

|   | Pool B (Dettagli)       | Cuba | Bolivia | Guatemala | Rep. Dominicana | Trinidad e Tobago |
| 1 | Cuba (4-0)              |      | 3-0     | 3-0       | 3-0             | 3-0               |
| 2 | Bolivia (2-2)           | 0-3  |         | 1-2       | 2-1             | 3-0               |
| 3 | Guatemala (2-2)         | 0-3  | 2-1     |           | 1-2             | 3-0               |
| 4 | Rep. Dominicana (1-3)   | 0-3  | 1-2     | 2-1       |                 | 1-2               |
| 5 | Trinidad e Tobago (1-3) | 0-3  | 0-3     | 0-3       | 2-1             |                   |

- Cile e Cuba promosse al Group I della Zona Americana della Fed Cup 2010.